# Ensifera (suborden)
Los ensíferos (Ensifera) son un suborden de ortópteros caracterizado por sus largas antenas, de más de treinta artejos, en muchos casos más largas que el cuerpo, característica que los diferencia de los miembros del otro suborden (Caelifera) que tienen las antenas cortas. Representantes de distintas de sus familias, como los Gryllidae o Anostostomatidae, son conocidos vulgarmente como «grillos».
El macho produce un ruido característico frotando sus alas entre sí para atraer a las hembras. Son insectos arborícolas a los que se puede oír sobre todo durante las noches de verano y a comienzos de otoño. Miden unos 6,5 cm de largo y son de color verde, con antenas largas. Sus anchas alas parecen hojas y les sirven de camuflaje.

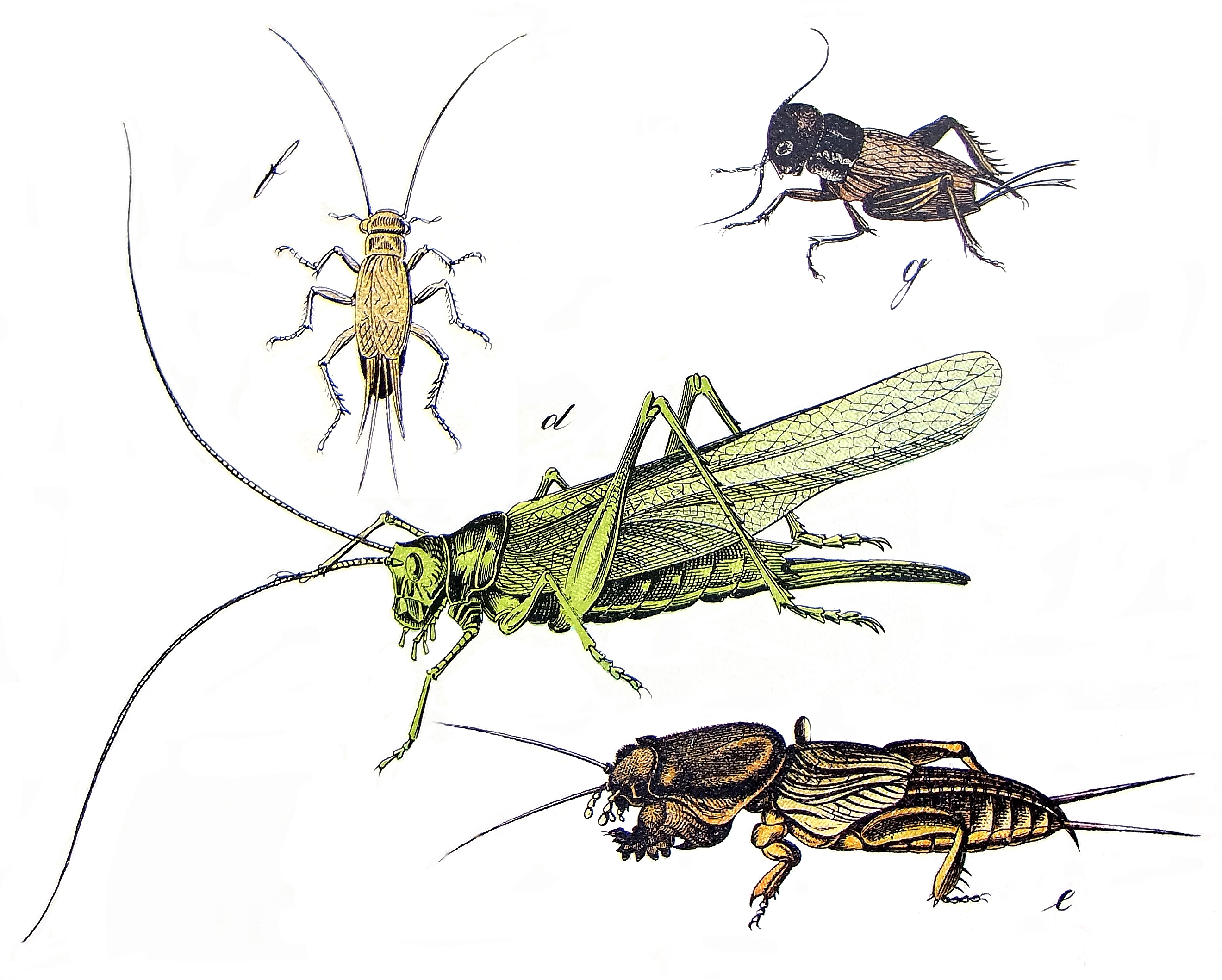
Algunos ejemplos del grupo.

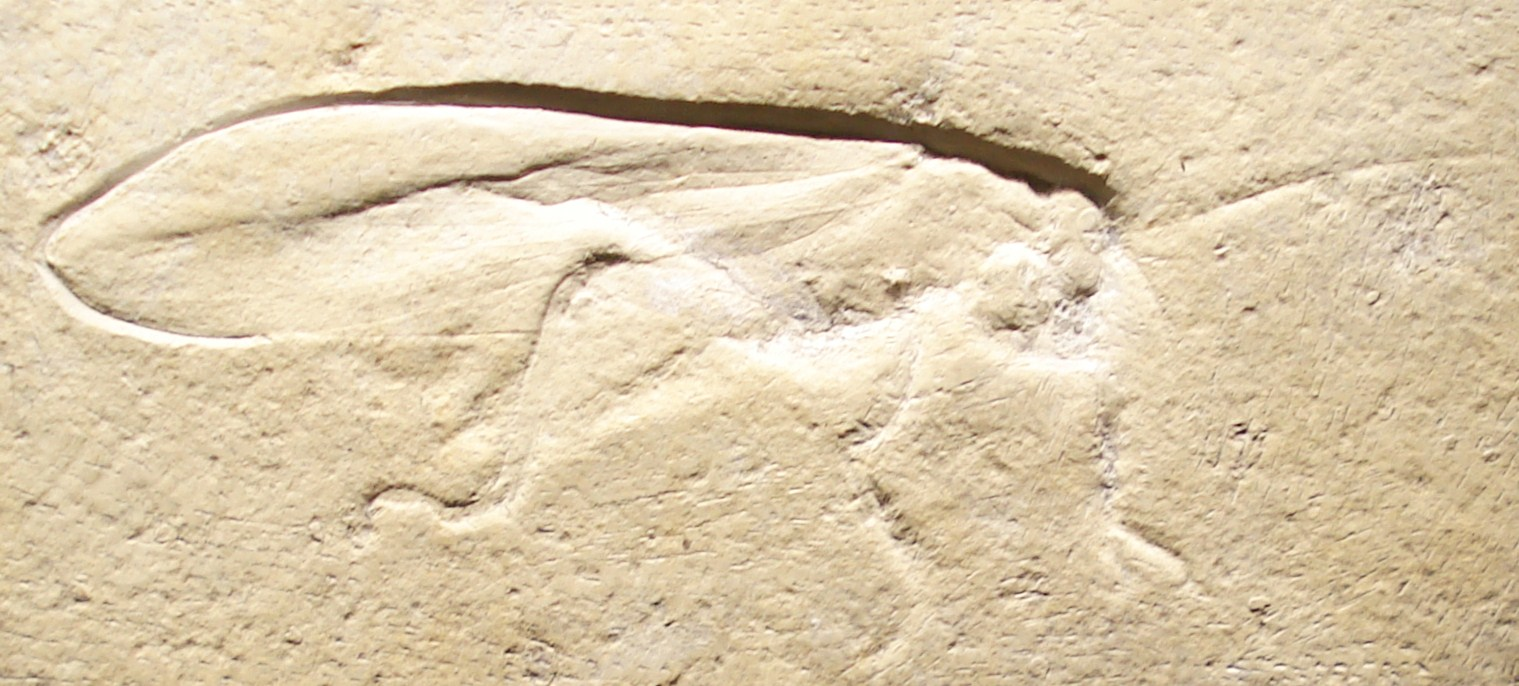
Prophalangopsidae: fósil del Jurásico Pycnophlebia speciosa

- Datos: Q27736
- Multimedia: Ensifera / Q27736
- Especies: Ensifera (Orthoptera)